# 6239 Minos
6239 Minos (1989 QF) là một tiểu hành tinh Apollo and classified as a PHA được phát hiện ngày 31 tháng 8 năm 1989 bởi Carolyn S. Shoemaker và Eugene Merle Shoemaker ở Palomar.